# گای دولمن
گای دولمن (انگلیسی: Guy Doleman؛ ‏ ۲۲ نوامبر ۱۹۲۳ – ۳۰ ژانویهٔ ۱۹۹۶) یک هنرپیشه اهل نیوزیلند بود.
از فیلم‌هایی که وی در آن نقش داشته است، می‌توان به گلوله آتشین و یورش بزرگ اشاره کرد.